# Trospij
Trospij je derivat homatropina. Kao i hioscin-butilbromid, trospij je polusintetska kvaterna amonijeva baza, tj., izmijenjeni homatropin kako bi se dobio spoj koji ne ulazi u mozak i ne djeluje halucinogeno. Pošto je u pitanju pozitivno nabijeni ion dolazi u obliku kloridne soli. 

## Farmakoterapijska skupina i djelovanje
Kao i atropin i hioscin-butilbromid, trospijev klorid pripada skupini antikolinergika odnosno antimuskarinskih lijekova jer blokira parasimpatikus uzrokujući dominaciju simpatikusa. 

## Terapijske indikacije
Trospij se koristi za liječenje:
- grčeva i bolova kod bolesti žučnih putova;
- bolova pri gastritisu te želučanom i duodenalnom ulkusu;
- bolova kod pankreatitisa, grčeva u probavnom sustavu i spastičkog kolitisa;
- grčeva i bolova kod urogenitalnih bolesti, pogotovo kod nefrolitijaze i ureterolitijaze i pri spastičnom neurogenom mokraćnom mjehuru s refleksnim pražnjenjem te pri funkcionalnim poremećajima kod multiple skleroze;
- spastičnih stanja u ginekologiji (upala, dismenoreja, porođajni bolovi);
- grčeva i bolova kod novotvorbi u probavnim organizma
- bolova nakon operacije u trbuhu nastali zbog spazma glatkih mišića probavnog sustava;

## Kontraindikacije
- preosjetljivost na lijek,
- glaukom,
- hipertrofija prostate sa zastajanjem mokraće,
- mehaničke stenoze u probavnim organima,
- megakolon,
- tahiaritmije,
- teška cerebralna ateroskleroza

## Interakcije
Pri istodobnom davanju trospija i amantadina, kinidina, tricikličkih antidepresiva i neuroleptika povećava se antikolinergički učinak. Pri istodobnoj primjeni metoklopramida spazmolitički je učinak trospija smanjen.

## Doziranje
Kod vrlo teških spastičnih stanja (polakisurija, nikturija, spastični mjehur, spazmi probavnih organa i žučnih putova) odrasli dnevno uzimaju doze od 15 mg do 30 mg podjeljeno u tri doze. Ampule se daju polako intravenski ili duboko intramuskularno. Ako je potrebno, mogu se dati dva do tri puta na dan.

## Predoziranje
Klinički su znaci otrovanja: crvenilo lica, midrijaza, tahikardija, suha usta, zastajanje mokraće, motorički nemir, delirij, povišena temperatura i grčevi. Liječenje: ispiranje želuca, aktivni ugljen, purgativ, simptomatsko liječenje grčeva i hlađenje tijela.

## Nuspojave
Trospij može prouzročiti suhoću usta, znojenje, rijetko poremećaje u akomodaciji, tahikardiju, smetnje pri mokrenju, nemir, smušenost, halucinacije i crvnilo kože. Kod starijih bolesnika postoji veća vjerojatnost za pojavu neželjenih djelovanja.